# Cells at Work! - Lavori in corpo
Cells at Work! - Lavori in corpo (はたらく細胞?, Hataraku saibō, lett. "Cellule al lavoro!") è un manga scritto e disegnato da Akane Shimizu. L'opera è pubblicata sulla rivista Monthly Shōnen Sirius di Kōdansha dal 26 gennaio 2015 al 26 gennaio 2021; i singoli capitoli sono stati poi raccolti in volumi tankōbon pubblicati dal 9 luglio 2015. La versione italiana, la cui pubblicazione è avvenuta dal 21 marzo 2018 al 22 settembre 2021, è stata curata da Star Comics. Cells at Work! è stato successivamente adattato anche in una serie animata a cura di David Production, trasmessa dal 7 luglio 2018 e arrivata in Italia nel 2022 in versione doppiata sul canale Anime Generation presente su Prime Video. Nel 2021 è andato in onda lo spin-off Cells at Work! Black che riprende gli avvenimenti di altri protagonisti all'interno di un corpo non sano, presente nel canale di Prime Video in versione doppiata dal 10 febbraio 2022.

## Trama
In un corpo umano adulto sono presenti almeno centomila miliardi di cellule tra globuli rossi, globuli bianchi, piastrine, e innumerevoli altre, che coesistono tra di loro in perfetta armonia. La storia racconta le avventure di alcune di queste cellule, che in forma antropomorfa fanno del loro meglio per mantenere in perfetta salute il corpo che le ospita, assicurandone i fabbisogni e proteggendolo dalle malattie.

## Personaggi principali
Neutrofilo (好中球?, Kōchūkyū)
Doppiato da: Tomoaki Maeno (ed. giapponese), Massimo Triggiani (ed. italiana)
Un globulo bianco stacanovista e sempre pronto all'azione, numero identificativo U-1146. Incontra per la prima volta l'eritrocita AE3803 durante l'attacco di uno pneumococco (anche se viene rivelato che i due si erano già conosciuti da piccoli durante il rispettivo addestramento), e da allora i due sono soliti incontrarsi spesso, il più delle volte in situazioni spiacevoli. Estremamente ligio al dovere, combatte i batteri principalmente a mani nude o armato di coltello da guerra, ricorrendo sovente alla fagocitosi per acquisire informazioni sul proprio nemico.
Eritrocita (赤血球?, Sekkekkyū)
Doppiata da: Kana Hanazawa (ed. giapponese), Emanuela Ionica (ed. italiana)
Anche nota come globulo rosso, numero identificativo AE3803, è una giovane cellula del sangue piuttosto sbadata, che per quanto cerchi di fare bene il suo lavoro finisce il più delle volte per perdersi nell'intricata rete di vasi sanguigni che attraversano tutto il corpo umano. La sua natura di cellula adibita al trasporto di ossigeno e sostanze nutritive la rende sovente un bersaglio per virus e batteri che invadono l'organismo, ma fortunatamente per lei il neutrofilo U-1146 è solito tenerla d'occhio, pronto ad intervenire in caso di bisogno.
Macrofago (マクロファージ?, Makurofāji)
Doppiato da: Kikuko Inoue (ed. giapponese), Debora Magnaghi (ed. italiana)
A prima vista un'innocua e amorevole cellula in abiti da cameriera, in realtà una spietata macchina da guerra dalla personalità vagamente ostile. Il suo scopo primario è ripulire l'organismo dagli scarti e dai resti dei microbi eliminati dalle altre cellule immunitarie, ma se le circostanze lo richiedono lei e le sue colleghe si trasformano seduta stante in spietate guerriere che combattono brandendo ogni genere di arma, dalle mannaie a grosse valigie. Quando agisce all'interno dei vasi sanguigni poi, il macrofago si trasforma in un monocita, assumendo le sembianze di un inquietante individuo coperto da una tuta NBC, il che genera esilaranti equivoci tra le altre cellule su come facciano i macrofagi a celare il loro enorme abito da cameriere in uno scafandro tanto stretto.
Linfocita T (キラーT細胞?, Kirā Tī saibō)
Doppiato da: Daisuke Ono (ed. giapponese), Gabriele Donolato (ed. italiana)
Cellule immunitarie di seconda fascia, che costituiscono la fanteria pesante del sistema immunitario e appaiono perciò come un vero proprio esercito di individui palestrati e dal carattere iracondo, sempre pronti ad attaccare briga con chiunque. Tanto il loro modo d'agire in difesa dell'organismo quanto l'equipaggiamento di cui sono soliti dotarsi per le missioni ricordano la SWAT. Tuttavia, per quanto forti nel contrastare problemi sanitari quotidiani e capaci se necessario di ricorrere alla mitosi, la loro natura di "cellule tuttofare" li rende incapaci di opporre una resistenza efficace contro minacce specifiche, per contrastare le quali necessitano del supporto fornito da altri leucociti, soprattutto i Linfociti B.
Piastrina (血小板?, Kesshōban)
Doppiato da: Maria Naganawa (ed. giapponese), Veronica Cuscusa (ed. italiana)
Cellula del sangue, ha l'aspetto di una bambina che comanda una squadra numerosa di sue coetanee; vestite come studentesse dell'asilo, il loro scopo principale è riparare i danni causati all'organismo da usura, incidenti o dall'operato dei microbi che assaltano il corpo. Per questo, sono spesso rappresentate nell'atto di eseguire lavori di manutenzione, risultando fonte di intermezzi comici, dovuti soprattutto alle loro dimensioni minute, che sovente le rendono incapaci di svolgere al meglio il loro lavoro senza l'aiuto di qualcuno. Ciò nonostante, il loro operato risulta fondamentale soprattutto in caso di ferite più o meno gravi, poiché garantendo la coagulazione del sangue e la formazione di croste protettive impediscono all'organismo di venire assaltato da nuovi microbi.
Eosinofilo (好酸球?, Kōsankyū)
Doppiata da: Mao Ichimichi (ed. giapponese), Federica Simonelli (ed. italiana)
Cellula Dendritica (樹状細胞?, Jujō saibō)
Doppiato da: Nobuhiko Okamoto (ed. giapponese), Marco Benedetti (ed. italiana)
Cellula del sistema immunitario con le fattezze di un giovane impiegato che abita all'interno di un piccolo ufficio ricavato nel tronco di un albero. Il suo scopo primario è mantenere traccia dei microbi che hanno già invaso l'organismo, in modo da permettere allo stesso di contrastare un'eventuale minaccia nel modo più rapido ed efficace; inoltre, si occupa anche di coordinare gli sforzi tra tutte le cellule in caso di attacco, per massimizzare la risposta immunitaria.
Eritrocita AA 5100 (先輩赤血球?, Senpai Sekkekkyū)
Doppiata da: Aya Endō (ed. giapponese), Tania De Domenico (ed. italiana)
Un vecchio globulo rosso che a volte guida e insegna ad AE3803 come svolgere correttamente la sua occupazione.

## Media

### Manga

#### Cells at Work! - Lavori in corpo
Il manga è stato scritto da Akane Shimizu e serializzato dal 26 gennaio 2015 all'agosto 2018 sulla rivista Monthly Shōnen Sirius edita da Kōdansha, ripreso dal 26 ottobre 2020 al 26 gennaio 2021. I vari capitoli sono stati raccolti in sei volumi tankōbon dal 9 luglio 2015 al 9 febbraio 2021.
In Italia la serie è stata pubblicata da Star Comics nella collana Target dal 21 marzo 2018 al 22 settembre 2021.
| 1 | 9 luglio 2015 | ISBN 978-4-06-376560-1 | 21 marzo 2018     | ISBN 978-88-226-0854-3                                                      |
| 1 | Capitoli - 1. Pneumococchi (肺炎球菌?, Haienkyūkin) - 2. Allergia ai pollini del sugi (スギ花粉アレルギー?, Sugikafun Arerugī) - 3. Influenza (インフルエンザ?, Infuruenza) - 4. Abrasione (すり傷?, Surikizu) |                        |                   |                                                                             |
| 2 | 20 novembre 2015 | ISBN 978-4-06-376589-2 | 23 maggio 2018    | ISBN 978-88-226-0942-7                                                      |
| 2 | Capitoli - 5. Intossicazione alimentare (食中毒?, Shokuchūdoku) - 6. Ipertermia (熱中症?, Netchūshō) - 7. Eritroblasti e mielociti (赤芽球と骨髄球?, Sekigakyū to kotsuzuikyū) - 8. Cellule cancerose (prima parte) (がん細胞（前編）?, Gansaibō (zenpen)) - 9. Cellule cancerose (seconda parte) (がん細胞（後編）?, Gansaibō (kōhen))                                                |                        |                   |                                                                             |
| 3 | 9 giugno 2016 | ISBN 978-4-06-390633-2 | 25 luglio 2018    | ISBN 978-88-226-0943-4                                                      |
| 3 | Capitoli - 10. Circolazione sanguigna (血液循環?, Ketsueki junkan) - 11. Sindrome influenzale (風邪症候群?, Kaze shōkōgun) - 12. Cellule timiche (胸腺細胞?, Kyōsen saibō) - 13. Immunità adattativa (獲得免疫?, Kakutoku men'eki) - 14. Brufolo (ニキビ?, Nikibi) |                        |                   |                                                                             |
| 4 | 30 novembre 2016 | ISBN 978-4-06-390664-6 | 26 settembre 2018 | ISBN 978-88-226-1100-0                                                      |
| 4 | Capitoli - 15. Stafilococco aureo (黄色ブドウ球菌?, Ōshoku budō kyūkin) - 16. Febbre dengue (デング熱?, Dengu netsu) - 17. Shock emorragico (prima parte) (出血性ショック（前編）?, Shukketsusei Shokku (zenpen)) - 18. Shock emorragico (seconda parte) (出血性ショック（後編）?, Shukketsusei Shokku (kōhen)) - 19. Placche di Peyer (パイエル板?, Paieuru ban)                      |                        |                   |                                                                             |
| 5 | 9 agosto 2017 | ISBN 978-4-06-390720-9 | 28 novembre 2018  | ISBN 978-88-226-1101-7                                                      |
| 5 | Capitoli - 20. Helicobacter pylori (ピロリ菌?, Pirorikin) - 21. Variazione antigenica (抗原変異?, Kōgen hen'i) - 22. Citochine (サイトカイン?, Saitokain) - 23. Batteri cattivi (悪玉菌?, Akudamakin) - 24. Cellule cancerose II (prima parte) (がん細胞２（前編）?, Gansaibō tsū 2 (zenpen)) - 25. Cellule cancerose II (seconda parte) (がん細胞２（後編）?, Gansaibō tsū 2 (kōhen)) |                        |                   |                                                                             |
| 6 | 9 febbraio 2021 | ISBN 978-4-06-522252-2 | 22 settembre 2021 | ISBN 978-88-226-2578-6 (ed. regolare) ISBN 978-88-226-2598-4 (ed. limitata) |
| 6 | Capitoli - 26. Bernoccolo (でこぼこ?, Dekoboko) - 27. Spostamento a sinistra (左方移動?, Hidari ni idō) - 28. Cellule Ips (Ips細胞?, Ips saibō) - Speciale. Psoriasi (乾癬?, Kansen) - 29. Nuovo Coronavirus (新型コロナウイルス?, Shingata Koronauirusu) |                        |                   |                                                                             |

#### Bacteria at Work
Una serie spin-off intitolata Bacteria at Work (はたらく細菌?, Hataraku saikin) ad opera di Haruyuki Yoshida, è stata serializzata dal 3 aprile 2017 al 3 luglio 2020 su Nakayoshi; questo manga mostra la vita dei batteri buoni e cattivi nell'intestino. Un capitolo extra, intitolato Neo, è stato serializzato il 28 dicembre 2020.
| Nº  | Data di prima pubblicazione | Data di prima pubblicazione | Data di prima pubblicazione |
| Nº  | Giapponese                  | Giapponese                  |                             |
| --- | --------------------------- | --------------------------- | --------------------------- |
| 1   | 9 febbraio 2018             | ISBN 978-4-06-510910-6      |                             |
| 2   | 9 luglio 2018               | ISBN 978-4-06-512138-2      |                             |
| 3   | 9 ottobre 2018              | ISBN 978-4-06-513423-8      |                             |
| 4   | 8 febbraio 2019             | ISBN 978-4-06-514602-6      |                             |
| 5   | 9 luglio 2019               | ISBN 978-4-06-516434-1      |                             |
| 6   | 9 dicembre 2019             | ISBN 978-4-06-518183-6      |                             |
| 7   | 6 agosto 2020               | ISBN 978-4-06-520572-3      |                             |
| Neo | 22 febbraio 2021            | ISBN 978-4-06-522665-0      |                             |

#### Cells that Don't Work
Una seconda serie spin-off dal titolo Cells that Don't Work (はたらかない細胞?, Hatarakanai saibō), è stata curata da Moe Sugimoto e pubblicata su Monthly Shōnen Sirius dal 26 luglio 2017 al 26 novembre 2021; qui la trama si incentra su alcuni globuli rossi (eritrociti) che non vogliono svolgere il proprio lavoro.
| Nº | Data di prima pubblicazione | Data di prima pubblicazione | Data di prima pubblicazione |
| Nº | Giapponese                  | Giapponese                  |                             |
| -- | --------------------------- | --------------------------- | --------------------------- |
| 1  | 9 luglio 2018               | ISBN 978-4-06-511982-2      |                             |
| 2  | 8 febbraio 2019             | ISBN 978-4-06-514461-9      |                             |
| 3  | 9 dicembre 2019             | ISBN 978-4-06-517763-1      |                             |
| 4  | 8 gennaio 2021              | ISBN 978-4-06-520833-5      |                             |
| 5  | 9 febbraio 2022             | ISBN 978-4-06-526711-0      |                             |

#### Cells at Work! Black
Altro manga derivato è Cells at Work! BLACK (はたらく細胞 BLACK?, Hataraku saibō Black) di Shigemitsu Harada (storia) e Issei Hatsuyoshi (disegni), che viene serializzato dal 7 giugno 2018 su Weekly Morning, che ha come ambientazione un corpo umano che segue uno stile di vita malsano.
| 1 | 9 luglio 2018 | ISBN 978-4-06-512067-5 |
| 1 | Capitoli - 01. (喫煙、細菌、終わりの始まり?, Kitsuen, saikin, owarinohajimari) - 02. (肝臓、アルコール、誇り?, Kanzō, arukōru, hokori) - 03. (勃起、射精、虚無?, Bokki, shasei, kyomu) - 04. (淋菌、襲来?, Rinkin, shūrai) - 05. (過重労働、錯乱、脱毛?, Ka jūrōdō, sakuran, datsumō) |                        |
| 2 | 21 settembre 2018 | ISBN 978-4-06-512760-5 |
| 2 | Capitoli - 06. (異変、水虫、働く意味?, Ihen, mizumushi, hataraku imi) - 07. (胃潰瘍、友情、喪失?, Ikaiyō, yūjō, sōshitsu) - 08. (自暴自棄、痛風、反乱?, Jibōjiki, tsūfū, hanran) - 09. (復帰、心臓、終焉?, Fukki, shinzō, shūen) - 10. (心筋梗塞、蘇生、変化?, Shinkinkōsoku, sosei, henka) |                        |
| 3 | 22 febbraio 2019 | ISBN 978-4-06-514640-8 |
| 3 | Capitoli - 11. (平和、ポリープ、天変地異?, Heiwa, porīpu, tenpenchii) - 12. (エナジードリンク、鼻血、ノルマ?, Enajīdorinku, hanadji, noruma) - 13. (腎臓、尿路結石、血尿?, Jinzō, nyōrokessekishō, ketsunyō) - 14. (尿路感染、沈黙、涙?, Nyōrokansen, chinmoku, namida) - 15. (皮脂、加齢臭、最後の仕事?, Hishi, kareishū, saigo no shigoto) - 16. (ふくらはぎ、パワハラ、悪夢再び?, Fuku-ra hagi, pawahara, akumufutatabi) - 17. (肺血栓、機転、再会?, Haikessen, kiten, saikai) |                        |
| 4 | 21 giugno 2019 | ISBN 978-4-06-516113-5 |
| 4 | Capitoli - 18. (膵臓、インスリン、決壊?, Suizō, insurin, kekkai) - 19. (疲弊、糖化、言い訳?, Hihei, tōka, iiwake) - 20. (ＡＧＡ、精液、無くなる仕事?, Ēga, seieki, nakunaru shigoto) - 21. (復帰、責任、痔?, Fukki, sekinin, ji) - 22. (痔瘻、責任、手柄?, Jirō, sekinin, tegara) - 23. (帯状疱疹、使命、仲間?, Taijōhōshin, shimei, nakama) - 24. (糖分、血管、破局?, Tōbun, kekkan, hakyoku)                                                                                    |                        |
| 5 | 23 ottobre 2019 | ISBN 978-4-06-517225-4 |
| 5 | Capitoli - 25. 炎上、懐疽、働き者 (Enjō, futokoroso, hatarakimono?) - 26. (却、切断、慈雨 ?, Shōkyaku, setsudan, jiu) - 27. 無呼吸、感傷、現実 (Mukokyū, kanshō, genjitsu?) - 28. (膵臓、欺瞞、炎上?, Suizō, giman, enjō) - 29. (歯周病、牙城、誤算 ?, Shishūbyō, gajō, gosan) - 30. (睡眠薬、アルコール、鎮魂歌(レクイエム)?, Suimin'yaku, Arukōru, Rekuiemu) - Special (バクテリア、うがい、予期せぬ会議?, Bakuteria, u gai, yoki senu kaigi')                                  |                        |
| 6 | 23 aprile 2020 | ISBN 978-4-06-519207-8 |
| 6 | Capitoli - 32. (胃洗浄、涙、涙 ?, I senjō, namida, namida) - 33. (脳、活力、萎縮 ?, Nō, katsuryoku, ishuku) - 34. (うつ、覚悟、万事休す ?, Utsu, kakugo, banjikyūsu) - 35. (薬、禁煙、恐怖?, Kusuri, kin'en, kyōfu) - 36. (迷走、薬効、使命?, Meisō, yakkō, shimei) |                        |
| 7 | 23 settembre 2020 | ISBN 978-4-06-520716-1 |
| 7 | Capitoli - 37. (膵臓、インスリン、決壊?, Suizō, insurin, kekkai) - 38. (疲弊、糖化、言い訳?, Hihei, tōka, iiwake) - 39. (ＡＧＡ、精液、無くなる仕事?, Ēga, seieki, nakunaru shigoto) - 40. (復帰、責任、痔?, Fukki, sekinin, ji) - 41. (疲弊、糖化、言い訳?, Hihei, tōka, iiwake) |                        |
| 8 | 22 febbraio 2021 | ISBN 978-4-06-522343-7 |
| 8 | Capitoli - 42. (ルネッサンス、未来、残酷な宣言?, Runessansu, mirai, zankokuna sengen) - 43. (止血、信頼、先輩?, Shiketsu, shinrai, senpai) - 44. (英雄、学習、攻撃?, Eiyū, gakushū, kōgeki) - 45. (凶悪犯、活力、有益な細菌?, Kyōaku-han, katsuryoku, yūekina saikin) - 46. (違い、世代、相互サポート?, Chigai, sedai, sōgo sapōto) - 47. (回復、平和、リターン?, Kaifuku, heiwa, ritān) - 48. (脳転移、意志力、仕事?, Nō ten'i, ishi-ryoku, shigoto)                             |                        |

#### Cells at Work! Friend
Una quarta serie, Cells at Work! Friend (はたらく細胞フレンド?, Hataraku saibō Friend) di Kanna Kurono (storia) e Mio Izumi (disegni), è stato pubblicato dal 12 gennaio 2019 al 13 aprile 2021 su Bessatsu Friend, ruota attorno a una cellula T Killer che è normalmente severa con se stessa e gli altri ma che vuole divertirsi durante il suo tempo libero, inoltre vuole stringere amicizia con gli altri senza però rovinare la sua reputazione.
| Nº | Data di prima pubblicazione | Data di prima pubblicazione | Data di prima pubblicazione |
| Nº | Giapponese                  | Giapponese                  |                             |
| -- | --------------------------- | --------------------------- | --------------------------- |
| 1  | 7 giugno 2019               | ISBN 978-4-06-515522-6      |                             |
| 2  | 7 novembre 2019             | ISBN 978-4-06-517636-8      |                             |
| 3  | 9 marzo 2020                | ISBN 978-4-06-518909-2      |                             |
| 4  | 13 luglio 2020              | ISBN 978-4-06-520155-8      |                             |
| 5  | 13 gennaio 2021             | ISBN 978-4-06-522041-2      |                             |
| 6  | 13 maggio 2021              | ISBN 978-4-06-523220-0      |                             |

#### Platelets at Work
Un quinto spin-off, Platelets at Work (はたらく血小板ちゃん?, Hataraku kesshōban-chan) di Yuuko Kakihara (storia) e Yasu (disegni) è stato serializzato su Monthly Shōnen Sirius dal 25 maggio 2019 al 26 aprile 2021, in questo caso la storia si concentra sulle piastrine.
| Nº | Data di prima pubblicazione | Data di prima pubblicazione | Data di prima pubblicazione |
| Nº | Giapponese                  | Giapponese                  |                             |
| -- | --------------------------- | --------------------------- | --------------------------- |
| 1  | 9 gennaio 2020              | ISBN 978-4-06-518185-0      |                             |
| 2  | 9 giugno 2020               | ISBN 978-4-06-519798-1      |                             |
| 3  | 9 dicembre 2020             | ISBN 978-4-06-521697-2      |                             |
| 4  | 9 giugno 2021               | ISBN 978-4-06-521697-2      |                             |

#### Cells at Work! Baby
Un sesto spin-off Cells at Work! Baby (はたらく細胞ＢＡＢＹ?) di Yasuhiro Fukuda (disegni) è stato serializzato su Weekly Morning dal 17 ottobre 2019 al 7 ottobre 2021, in questo caso la storia narra delle cellule presenti all'interno di un corpo di un bambino a quaranta settimane dal concepimento, dove quest'ultime non sanno nulla del loro scopo e delle loro funzioni.
| Nº | Data di prima pubblicazione | Data di prima pubblicazione | Data di prima pubblicazione |
| Nº | Giapponese                  | Giapponese                  |                             |
| -- | --------------------------- | --------------------------- | --------------------------- |
| 1  | 9 gennaio 2020              | ISBN 978-4-06-518231-4      |                             |
| 2  | 20 luglio 2020              | ISBN 978-4-06-519640-3      |                             |
| 3  | 22 febbraio 2021            | ISBN 978-4-06-522344-4      |                             |
| 4  | 21 ottobre 2021             | ISBN 978-4-06-524975-8      |                             |

#### Cells at Work! Lady
Un settimo spin-off Cells at Work! Lady (はたらく細胞ＬＡＤＹ?) di Harada (storia) e Akari Otokawa (disegni) è stato serializzato su Monthly Morning Two] dal 22 gennaio 2020 al 26 settembre 2022, qui la trama segue le cellulare di un corpo di una donna adulta.
| Nº | Data di prima pubblicazione | Data di prima pubblicazione | Data di prima pubblicazione |
| Nº | Giapponese                  | Giapponese                  |                             |
| -- | --------------------------- | --------------------------- | --------------------------- |
| 1  | 20 luglio 2020              | ISBN 978-4-06-519908-4      |                             |
| 2  | 22 febbraio 2021            | ISBN 978-4-06-521937-9      |                             |
| 3  | 23 giugno 2021              | ISBN 978-4-06-523599-7      |                             |
| 4  | 23 maggio 2022              | ISBN 978-4-06-528098-0      |                             |
| 5  | 22 novembre 2022            | ISBN 978-4-06-529758-2      |                             |

#### Cells at Work!: WHITE
Un ottavo spin-off Cells at Work!: WHITE (はたらく細胞WHITE?) di Tetsuji Kanie (disegni) è stato serializzato su Monthly Shōnen Sirius dal 26 ottobre 2020 al 26 luglio 2022, la storia narra le vicende di alcuni globuli bianchi.
| Nº | Data di prima pubblicazione | Data di prima pubblicazione | Data di prima pubblicazione |
| Nº | Giapponese                  | Giapponese                  |                             |
| -- | --------------------------- | --------------------------- | --------------------------- |
| 1  | 9 febbraio 2021             | ISBN 978-4-06-522323-9      |                             |
| 2  | 9 settembre 2021            | ISBN 978-4-06-524873-7      |                             |
| 3  | 9 marzo 2022                | ISBN 978-4-06-527028-8      |                             |
| 4  | 7 ottobre 2022              | ISBN 978-4-06-529454-3      |                             |

### Anime

Neutrofilo e Eritrocita nel primo episodio dell'anime

Nel gennaio 2018, la Aniplex ha annunciato ufficialmente di aver iniziato la produzione di una serie anime di 13 episodi basata su Cells at Work!, la quale è andata in onda dal 7 luglio al 29 settembre 2018; la serie è prodotta dalla David Production, sotto la supervisione della stessa autrice del manga originale Akane Shimizu. La sigla di chiusura, intitolata CheerS, è cantata dal duo idol ClariS.
Il 23 marzo 2019, l'account Twitter ufficiale ha annunciato che la serie avrebbe ricevuto una seconda stagione. Quest'ultima, intitolata Cells at Work!!, è stata trasmessa dal 9 gennaio al 27 febbraio 2021. I membri principali dello staff della David Production tornano a ricoprire i medesimi ruoli, ad eccezione del regista Kenichi Suzuki sostituito da Hirofumi Ogura. La sigla d'apertura è Go! Go! Saibō Festa! cantata dai doppiatori dei protagonisti, mentre quella di chiusura è Fight!! dal duo ClariS.
Nell'aprile 2020, nel 20º numero della rivista Morning è stato rivelato che un adattamento di Cells at Work! Black era in corso di produzione. La serie è andata in onda dal 10 gennaio al 21 marzo 2021. È stata diretta da Hideyo Yamamoto mentre la sceneggiatura è di Hayashi Mori. Yugo Kanno si è occupato della colonna sonora, Eiji Akibo ha curato il design dei personaggi e delle animazioni; è stata prodotta da Liden Films. La sigla iniziale è Hashire! With Yamasaki Seiya (Kyūso Nekokami), mentre quella di chiusura è Ue o mukaite hakobō with sekkekkyū / hakkekkyū, entrambe cantate da Polysics.
In Italia Yamato Video ha acquistato i diritti della serie e del suo spin-off, pubblicando in versione sottotitolata sul proprio canale YouTube la prima stagione in simulcast con il Giappone, la seconda stagione dal 7 gennaio al 25 febbraio 2021 e Black dal 7 gennaio al 18 marzo 2021; nello stesso anno Yamato Video ha annunciato il doppiaggio italiano dell'anime. L'edizione adattata in italiano della serie principale è stata pubblicata dal 9 gennaio al 17 aprile 2022 sul canale Anime Generation di Prime Video mentre quella di Black dal 10 febbraio al 5 maggio successivo.

#### Cells at Work!

##### Prima stagione
| Nº       | Titolo italiano Giapponese 「Kanji」 - Rōmaji | In onda           | In onda          |
| Nº       | Titolo italiano Giapponese 「Kanji」 - Rōmaji | Giapponese        | Italiano         |
| 1        | Pneumococco 「肺炎球菌」 - Haienkyuukin | 7 luglio 2018     | 9 gennaio 2022   |
| 1        | All'interno di un corpo umano, l'eritrocita AE3803 si trova, nel bel mezzo del suo primo giorno di lavoro, ad essere testimone dell'attacco all'organismo da parte di un gruppo di pneumococchi. La maggior parte dei batteri vengono eliminati da alcune cellule immunitarie guidate dal neutrofilo U-1146. Uno di loro, però, riesce a scappare, e nel tentativo di rintracciarlo Neutrofilo accompagna Eritrocita in un lungo viaggio attraverso l'organismo, dove la giovane globulo rosso ha modo di conoscere altre cellule che popolano il corpo umano. Una volta giunta ai bronchi, però, AE3803 si accorge troppo tardi che lo pneumococco superstite si era nascosto proprio all'interno della sua scatola contenente anidride carbonica da espellere attraverso gli alveoli. Fortunatamente U-1146 aveva intuito il nascondiglio del nemico e gli aveva teso una trappola, e dopo un breve scontro il globulo bianco riesce a rinchiudere lo pneumococco all'interno di un razzo, che viene quindi espulso dall'organismo sotto forma di starnuto. Passata la crisi, Eritrocita e Neutrofilo si separano, promettendosi di rincontrarsi in futuro.            |                   |                  |
| 2        | Graffio 「すり傷」 - Surikizu | 14 luglio 2018    | 9 gennaio 2022   |
| 2        | Mentre sta eseguendo una consegna con la sua vecchia senpai, Eritrocita assiste alla comparsa di un graffio cutaneo, che si presenta all'interno del corpo sotto forma di una immensa voragine nel terreno. Grazie a questo collegamento con l'esterno, orde di batteri riescono a penetrare nell'organismo al comando di uno staffilococco aureo, e le cellule immunitarie, guidate ancora una volta da U-1146, incontrano non poche difficoltà a contrastarle, soprattutto a causa dell'arrivo costante di nuovi microbi attraverso il graffio. Per contrastare questa nuova minaccia si rivela quindi necessario l'intervento delle piastrine, che tessendo una rete di fibrina chiudono lo squarcio, chiudendo la porta a nuovi microbi e intrappolando all'interno quelli già penetrati nel corpo, rendendoli facile preda per i leucociti. La minaccia viene quindi arrestata, ma purtroppo per loro sia Neutrofilo che Eritrocita si ritrovano a venire "catturati" dalla rete di fibrina e coinvolti nel processo di coagulazione, destinato a formare una crosta nell'attesa del completo ripristino delle pareti cellulari.                                    |                   |                  |
| 3        | Influenza 「インフルエンザ」 - Infuruenza | 21 luglio 2018    | 16 gennaio 2022  |
| 3        | Un giovane Linfocita T ancora in fase di addestramento si ritrova ad assistere alla comparsa di un virus influenzale, il quale si riproduce assumendo il controllo delle cellule del corpo per poi lanciarle contro l'organismo. In breve tempo, il corpo umano viene letteralmente invaso da queste cellule impazzite, costringendo tutte le cellule immunitarie (soprattutto Linfociti B, Linfociti T e Macrofagi) ad accorrere nel cuore dell'infezione per respingere l'attacco. La giovane recluta, spaventata e incapace di combattere, abbandona i suoi compagni e fugge dal campo di battaglia, e nel suo peregrinare per il corpo si imbatte in una cellula dendritica. Di fronte alle paure della recluta, la cellula dendritica gli spiega che non c'è nulla di male nell'avere paura, ma che solo superandola, come hanno già fatto i suoi maestri, sarà in grado di svolgere al meglio il suo lavoro. Rincuorata da ciò, la recluta si evolve in cellula immunitaria a tutti gli effetti, e fatto ricorso alla mitosi si unisce nuovamente allo scontro, dando un contributo vitale alla vittoria finale del sistema immunitario.                           |                   |                  |
| 4        | Intossicazione alimentare 「食中毒」 - Shokuchūdoku | 28 luglio 2018    | 16 gennaio 2022  |
| 4        | Mentre si trova nello stomaco per reperire sostanze nutritive, AE3803 assiste all'attacco di un vibrio. U-1146 e i suoi sconfiggono il nemico, ma nel bel mezzo della battaglia una cellula eosinofila, pur essendo un leucocita, si mostra del tutto inadeguata ad affrontare i batteri, attirandosi lo scherno e i rimproveri delle altre cellule. Tutto però cambia nel momento in cui lo stomaco viene attaccato di nuovo, stavolta da un anisakis, che sbaraglia senza alcuna difficoltà le cellule immunitarie iniziando ad ingrandirsi. A questo punto, Eosinofila interviene nuovamente, riuscendo grazie alla sua natura di cellula immunitaria destinata a contrastare le infezioni parassitarie a sconfiggere facilmente il nemico, guadagnandosi finalmente il rispetto e la considerazione dovuti. |                   |                  |
| 5        | Allergia ai pollini di cedro 「スギ花粉アレルギー」 - Sugi kafun arerugī | 4 agosto 2018     | 23 gennaio 2022  |
| 5        | Il corpo umano inala del polline di cedro, che genera subito degli allergeni che si spargono nell'organismo. Nonostante il loro comportamento apparentemente innocuo, la cellula della memoria avverte che la loro presenza può rappresentare un serio pericolo per l'organismo, spingendo così le cellule immunitarie ad intervenire. Un Linfocita-B in particolare si adopera nell'eliminare gli intrusi facendo ricorso agli anticorpi, e nello stesso momento una cellula mastocita inizia a produrre fiumi di istamina. La risposta immunitaria però si rivela eccessiva, scatenando una reazione allergica. Mentre le cellule immunitarie litigano accusandosi l'un l'altra della situazione, il corpo ingerisce un cortisonico, che appare sotto forma di un piccolo robot da combattimento; questi, una volta attivatosi, inizia a distruggere sistematicamente ogni cosa che incontra, eliminando buona parte delle conseguenze negative provocate dalla reazione allergica prima di spegnersi. Tutto ciò, per quanto drammatico, ha impartito alle cellule una dura lezione: a volte l'organismo, nella foga di difendersi, finisce per danneggiare sé stesso. |                   |                  |
| 6        | Eritroblasto e Mielocita 「赤芽球と骨髄球」 - Akame-kyū to kotsuzui-kyū | 11 agosto 2018    | 23 gennaio 2022  |
| 6        | AE3803 si perde nuovamente all'interno del luogo in cui è nata, il midollo osseo: tutto ciò la spinge a ricordare la propria infanzia, quando sotto forma di Eritroblasto era impegnata nel suo addestramento sotto la guida di un Macrofago. Un brutto giorno, nel bel mezzo di un esame, la piccola si era ritrovata a tu per tu con uno pseudomonas, dal quale era stata salvata da un ancora giovane U-1146, all'epoca solo un Mielocita anche lui in fase di addestramento. Tornati nel presente, U-1146 salva una cellula normale dall'attacco di una cellula cancerogena. La Cellula Normale riferisce che vi sarebbero altre cellule cancerogene nascoste in una zona poco frequentata del corpo umano, offrendosi di condurre U-1146, un Linfocita T e una Cellula NK nel luogo in questione. Una volta qui, i quattro si dividono in due squadre (con il Linfocita T e la Cellula NK, che palesemente non si sopportano, costretti a lavorare insieme), ma una volta rimasto solo con la Cellula Normale U-1146 lo smaschera subito come una cellula cancerogena in incognito.                                                                                 |                   |                  |
| 7        | Cellule tumorali 「がん細胞」 - Gan saibō | 18 agosto 2018    | 30 gennaio 2022  |
| 7        | Mentre la Cellula NK combatte contro la Cellula Cancerogena, U-1146 e il Linfocita T si precipitano alla ricerca del laboratorio infetto che il nemico sta usando già da tempo per produrre altri suoi simili. In realtà, il laboratorio si rivela essere già da tempo operativo, ma l'inesauribile e immotivata richiesta continua di sostanze nutritive (motivate dal fatto che il cancro assorbe enormi quantità di energia per ingrandirsi) verso un'unica destinazione insospettisce AE3803, che avvisa le autorità facendo scoprire il nascondiglio. Cellula NK, Linfocita T U-1146 fanno del loro meglio, riuscendo a resistere quel tanto che basta per permettere l'arrivo dei loro compagni, che tutti insieme spazzano via le cellule infette. U-1146 infligge personalmente il colpo di grazia alla Cellula Cancerogena originale, che dopo aver obiettato di come non avesse mai chiesto di nascere così, e di come la sua sola colpa fosse di voler vivere, promette di vendicarsi prima di scomparire. |                   |                  |
| 8        | Circolazione sanguigna 「血液循環」 - Ketsueki junkan | 25 agosto 2018    | 30 gennaio 2022  |
| 9        | Timociti 「胸腺細胞」 - Kyōsen saibō | 1º settembre 2018 | 6 febbraio 2022  |
| 10       | Stafilococco aureo 「黄色ブドウ球菌」 - Ōshoku budō kyūkin | 8 settembre 2018  | 6 febbraio 2022  |
| 11       | Ipertermia 「熱中症」 - Netchūshō | 15 settembre 2018 | 13 febbraio 2022 |
| 12       | Shock ipovolemico (prima parte) 「出血性ショック（前編)」 - Shukketsusei shokku (zenpen) | 22 settembre 2018 | 13 febbraio 2022 |
| 13       | Shock ipovolemico (seconda parte) 「出血性ショック（後編）」 - Shukketsusei shokku (kōhen) | 29 settembre 2018 | 20 febbraio 2022 |
| Speciale | Sindrome influenzale 「風邪症候群」 - Kaze Shōkōgun | 26 dicembre 2018  | 20 febbraio 2022 |

##### Seconda stagione
La seconda stagione della serie animata, intitolata Cells at Work!!, è stata pubblicata in Italia sul canale Anime Generation di Prime Video doppiata dal 3 marzo al 17 aprile 2022.
| Nº | Titolo italiano Giapponese 「Kanji」 - Rōmaji                                                  | In onda          | In onda        |
| Nº | Titolo italiano Giapponese 「Kanji」 - Rōmaji                                                  | Giapponese       | Italiano       |
| 1  | Bernoccolo 「たんこぶ」 - Tankobu                                                              | 9 gennaio 2021   | 3 marzo 2022   |
| 2  | Immunità acquisita 「獲得免疫」 - Kakutoku men'ekiPlacche di Peyer 「パイエル板」 - Paieru-ban | 16 gennaio 2021  | 6 marzo 2022   |
| 3  | Febbre dengue 「デング熱」 - Dengu netsuBrufolo 「ニキビ」 - Nikibi                            | 23 gennaio 2021  | 13 marzo 2022  |
| 4  | Batterio H. pylori 「ピロリ菌」 - PirorikinAntigene mutato 「抗原変異」 - Kōgen hen'i          | 30 gennaio 2021  | 20 marzo 2022  |
| 5  | Citochina 「サイトカイン」 - Saitokain                                                         | 6 febbraio 2021  | 27 marzo 2022  |
| 6  | Batteri cattivi 「悪玉菌」 - Akudamakin                                                        | 13 febbraio 2021 | 3 aprile 2022  |
| 7  | Cellule tumorali II (prima parte) 「がん細胞II(前編)」 - Gan saibō tsū (zenpen)                | 20 febbraio 2021 | 10 aprile 2022 |
| 8  | Cellule tumorali II (seconda parte) 「がん細胞Ⅱ（後編）」 - Gan saibō tsū (kōhen)              | 27 febbraio 2021 | 17 aprile 2022 |

#### Cells at Work! Black
| Nº | Titolo italiano Giapponese 「Kanji」 - Rōmaji                                                                                                 | In onda          | In onda          |
| Nº | Titolo italiano Giapponese 「Kanji」 - Rōmaji                                                                                                 | Giapponese       | Italiano         |
| 1  | Fumo, batteri, l'inizio della fine. 「喫煙、細菌、終わりの始まり」 - Kitsuen, saikin, owari no hajimari                                       | 10 gennaio 2021  | 10 febbraio 2022 |
| 2  | Fegato, alcol, orgoglio. 「肝臓、アルコール、誇り」 - Kanzō, Arukōru, hokori                                                                  | 17 gennaio 2021  | 17 febbraio 2022 |
| 3  | Eccitazione, dilatazione, nichilità. 「興奮、膨張、虚無。」 - Kōfun, bōchō, kyomu.                                                            | 19 gennaio 2021  | 24 febbraio 2022 |
| 4  | Il fronte, gonococco, discordia. 「最前線、淋菌、葛藤。」 - Saizensen, rinkin, kattō.                                                         | 19 gennaio 2021  | 3 marzo 2022     |
| 5  | Superlavoro, calvizie, delirio. 「過重労働、脱毛、錯乱。」 - Kajū rōdō, datsumō, sakuran.                                                     | 24 gennaio 2021  | 10 marzo 2022    |
| 6  | Reni, calcoli uretrali, lacrime. 「腎臓、尿路結石、涙。」 - Jinzō, nyōro kesseki, namida.                                                     | 31 gennaio 2021  | 17 marzo 2022    |
| 7  | Caffeina, tentazione, invidia. 「カフェイン、誘惑、嫉妬。」 - Kafein, yūwaku, shitto.                                                         | 7 febbraio 2021  | 24 marzo 2022    |
| 8  | Polpaccio, trombo polmonare, arguzia. 「ふくらはぎ、肺塞栓症、およびクイックシンキング」 - Fuku-ra hagi, haisokusenshō, oyobi kuikkushinkingu | 14 febbraio 2021 | 31 marzo 2022    |
| 9  | Calamità, piede d'atleta, significato del lavoro. 「異変、水虫、働く意味。」 - Ihen, mizumushi, hataraku imi.                                 | 21 febbraio 2021 | 7 aprile 2022    |
| 10 | Ulcera, amicizia, perdita. 「胃潰瘍、友情、喪失。」 - Ikaiyō, yūjō, sōshitsu.                                                                 | 28 febbraio 2021 | 14 aprile 2022   |
| 11 | Disperazione, gotta, ribellione. 「自暴自棄、痛風、反乱。」 - Jibōjiki, tsūfū, hanran.                                                        | 7 marzo 2021     | 21 aprile 2022   |
| 12 | Ritorno, cuore, decesso. 「復帰、心臓、終焉。」 - Fukki, shinzō, shūen.                                                                       | 14 marzo 2021    | 28 aprile 2022   |
| 13 | Infarto miocardico, rianimazione, cambiamento. 「心筋梗塞、蘇生、変化。」 - Shinkinkōsoku, sosei, henka.                                      | 21 marzo 2021    | 5 maggio 2022    |

### Libro illustrato
Dal 21 gennaio 2021 l'editore Kōdansha pubblica il libro illustrato tratto dalla serie e intitolato Kansen-shō o tadashiku manaberu! Hataraku saibō uirusu & saikin zukan (感染症を正しく学べる！ はたらく細胞 ウイルス＆細菌図鑑? lett. "Impara correttamente riguardo malattie infettive! Cells at Work! Libro illustrato su virus e batteri").